# Colonel Wolodyjowski (phim)

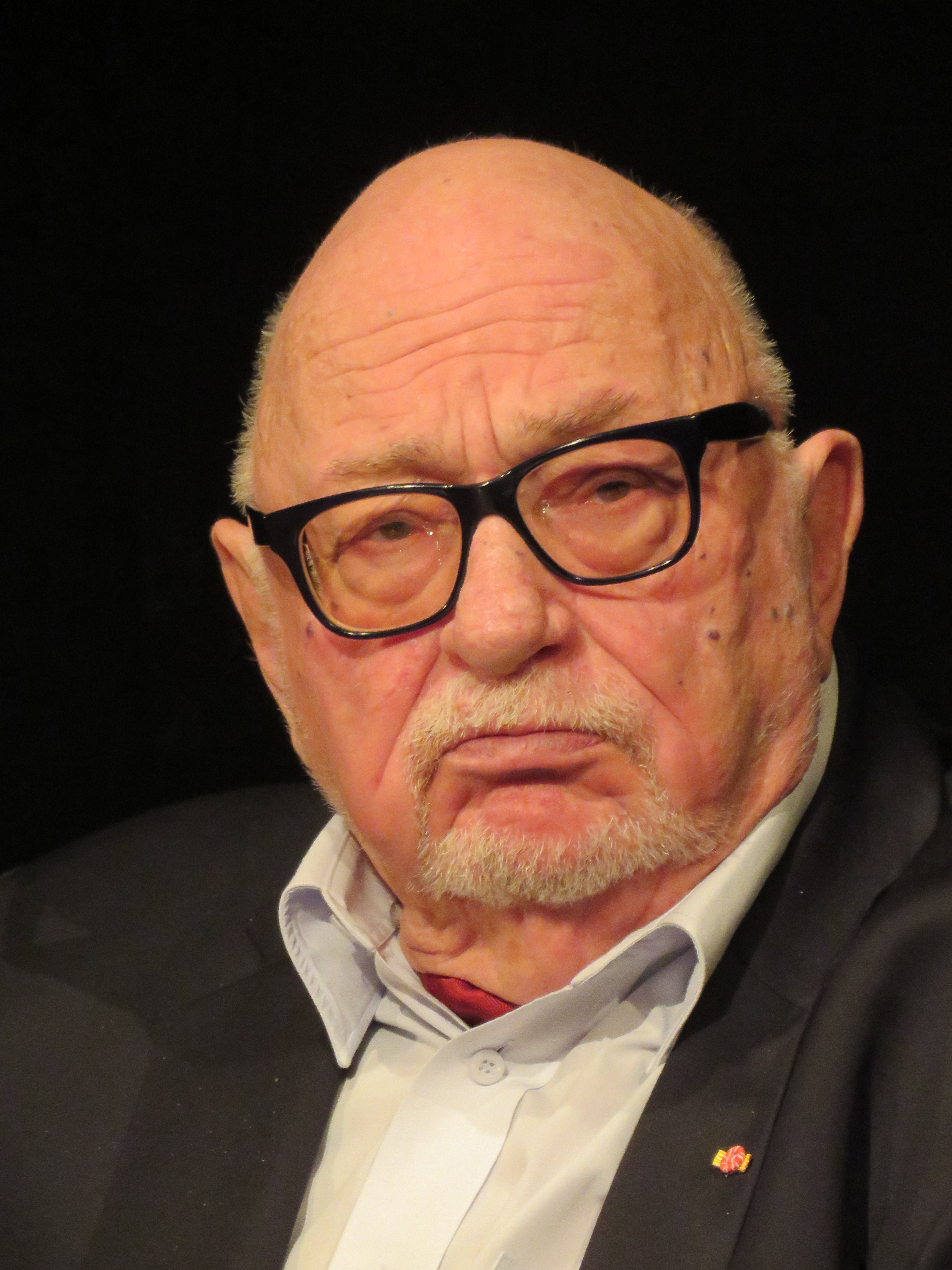
Đạo diễn Jerzy Hoffman

Colonel Wolodyjowski (tiếng Ba Lan: Pan Wołodyjowski) là một phim chính kịch lịch sử của Ba Lan. Bộ phim được Jerzy Hoffman đạo diễn và được công chiếu vào năm 1969. Phim dựa trên tiểu thuyết Pan Wołodyjowski của Henryk Sienkiewicz, một nhà văn người Ba Lan từng được nhận Giải Nobel Văn học. Phim cũng được chiếu nhiều kỳ trên truyền hình Ba Lan với tên The Adventures of Sir Michael (tiếng Ba Lan: Przygody pana Michała).
Bộ phim này được tham dự Liên hoan phim quốc tế Moscow lần thứ 6. Tại đây, Tadeusz Łomnicki đã giành giải Nam diễn viên chính xuất sắc nhất.
Bối cảnh của phim là thời kỳ Đế quốc Ottoman xâm lược Ba Lan trong các năm 1668–1672.

## Diễn viên
- Tadeusz Łomnicki trong vai Jerzy Michał Wołodyjowski
- Magdalena Zawadzka trong vai Basia
- Mieczysław Pawlikowski trong vai Onufry Zagłoba
- Hanka Bielicka trong vai Makowiecka
- Barbara Brylska trong vai Krzysia Drohojowska
- Irena Karel trong vai Ewa Nowowiejska
- Jan Nowicki trong vai Ketling Hassling của Elgin
- Daniel Olbrychski trong vai Azja Tuhaj-Bejowicz
- Marek Perepeczko trong vai Adam Nowowiejski
- Mariusz Dmochowski trong vai Jan Sobieski
- Władysław Hańcza trong vai Nowowiejski
- Gustaw Lutkiewicz trong vai Lusnia
- Tadeusz Schmidt trong vai Snitko
- Andrzej Szczepkowski trong vai Giám mục Lanckoroński
- Leonard Andrzejewski trong vai Halim
- Bogusz Bilewski trong vai Sĩ quan
- Wiktor Grotowicz trong vai Potocki
- Tadeusz Kosudarski trong vai Nhà quý tộc
- Andrzej Piątkowski trong vai Turk
- Ryszard Ronczewski trong vai Tên cướp
- Tadeusz Somogi trong vai Đặc phái viên
- Witold Skaruch trong vai Nhà sư